# Southern California Seahorses
El Southern California Seahorses es un equipo de fútbol de los Estados Unidos que juega en la USL League Two, la cuarta liga de fútbol más importante del país.

## Historia
Fue fundado en 2001 en la ciudad de La Mirada, California, aunque su existencia es de 1983 como un equipo juvenil. En su primera temporada en la USL Premier Development League (hoy en día USL League Two) terminaron en segundo lugar, lo mismo en 2002, con la diferencia de que en 2002 clasificaron por primera vez a los playoffs solo por debajo del Chico Rooks. En los playoffs dejaron en el camino al Spokane Shadow y al Cascade Surge hasta que fueron eliminados por el Boulder Rapids II en las semifinales nacionales.
En 2006 consiguen su primer título divisional, aunque fueron eliminados por el BYU Cougars FC en la primera ronda de playoffs.

## Palmarés
- USL PDL Western Conference: 1

2002
- USL PDL Southwest Division: 1

2005

## Estadios
- La Habra High School Field; La Habra, California (2003–2004)
- Goodwin Stadium; La Mirada, California (2004-)

## Clubes afiliados
- Charlotte Eagles

## Jugadores

### Jugadores destacados
| - Mark Bloom - Jeff Cocca - Tomislav Colic - Adam Frye - Josh Hansen - Patrick Ianni - Christopher Klotz - Steven Lenhart - Kiel McClung | - Diego Mejía - Ben Page - Eric Reed - Gregg Schroeder - Josiah Snelgrove - Anthony Stovall - Brent Whitfield - Jason Hotchkin |